# Alice Greppi
Alice Greppi (Vercelli, 9 settembre 1994) è una calciatrice italiana, di ruolo difensore.

## Carriera
Dopo una stagione e mezza con il San Bernardo Luserna, si è svincolata a metà dicembre 2017, poco prima della fine del girone di andata del girone A del campionato di Serie B 2017-2018. Dopo un mese circa ha trovato un accordo con la Lavagnese, società neopromossa in Serie B e inserita anch'essa nel girone A.
Nell'estate 2018 si trasferisce al San Zaccaria, in Serie B, il titolo sportivo del quale viene acquistato dal Ravenna, che acquisisce anche la rosa. Ha giocato al Ravenna per quattro stagioni consecutive, tutte disputate in Serie B. Per la stagione 2022-23 si è trasferita al Riccione, partecipante al campionato di Serie C. Dopo una sola annata al Riccione, è tornata al Ravenna per la stagione 2023-24.

## Palmarès

### Club
- Serie B femminile: 1

Cuneo: 2015-2016